# Rathaus (Warschauer Altstadt)

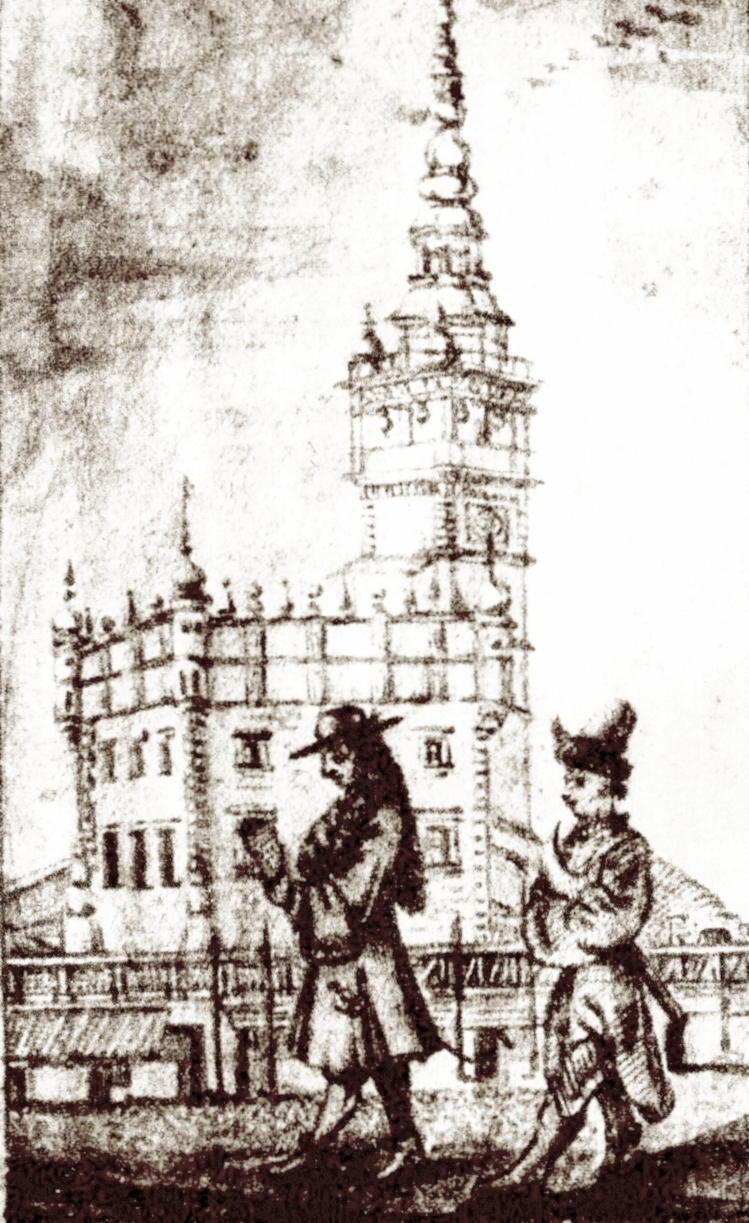
Rathaus vor dem Umbau 1701

Das Rathaus der Warschauer Altstadt (polnisch Wieża Ratuszowa) wurde im 14. Jahrhundert in der Mitte des Altstadtmarktes von Warschau errichtet und 1817 abgetragen.

## Geschichte
Es ist nicht bekannt, wann mit dem Bau des Rathauses begonnen wurde. 1429 war es bereits fertig. Der gotische Bau wurde 1580 von Antonim de Ralia im Stil des niederländischen Manierismus umgebaut. 1701 baute Tylman van Gameren das Rathaus im Barockstil aus. 1749 wurde der Turm durch einen Brand beschädigt und erhielt danach ebenfalls eine barocke Gestalt. 1781 erhielt das Gebäude von Domenico Merlini eine klassizistische Gestalt. Ende des 18. Jahrhunderts war das Gebäude jedoch bereits zu klein für seine Funktion, und die Stadtverwaltung zog in den Jabłonowski-Palast. 1817 wurde es schließlich abgetragen. An seiner Stelle steht heute das Syrenka-Denkmal von Konstanty Hegel.